# Es kommt noch besser
Es kommt noch besser ist ein deutscher Fernsehfilm aus dem Jahr 2015. In den Hauptrollen spielen Andrea Sawatzki und August Zirner.

## Handlung
Die alleinstehende Ina Becker ist seit vier Jahren geschieden und arbeitet seit nunmehr drei Jahrzehnten bei „Mode Pirsch“, hat sich dort mit Fleiß bis ins Chefsekretariat hochgearbeitet. Als die Firma in die Insolvenz geht, steht Ina wie all die anderen Beschäftigten plötzlich ohne Arbeit da. Sie hat gern Geld ausgegeben, sodass ihr Konto gerade sehr stark überzogen ist. Sie muss zum ersten Mal in ihrem Leben zum Arbeitsamt, wo ihr ein Bewerbungstraining angeboten wird. Sie ist voller Elan und versucht mit ihrer gewohnten Motivation, den Kurs erfolgreich zu absolvieren. Sie zeigt sogar mehr Ambition als der Kursleiter. Hier trifft sie die 18-jährige rebellische Enno, die beiden kommen zu Beginn gar nicht miteinander klar. Enno ist gerade von ihrem Freund schwanger, dieser möchte aber gar keine Beziehung und trifft sich lieber mit Freunden. Im Gegensatz zu Ina fehlt ihr die Motivation, den Kurs erfolgreich zu absolvieren.
Walter Pirsch, Chef der Firma, hat auch seine Probleme. Er ist viermal geschieden, sein Job ist jetzt auch weg und er merkt, dass es schwierig ist, über seine Kontakte wieder irgendwo einzusteigen. Manager zu sein, war nie sein Ding. Ihm tun all die Schicksale leid, die mit der Insolvenz seiner Firma einhergehen. Er sieht sich als ein im Leben gescheiterter Versager. Als er sich eines Abends in seiner Firma mit einem Strick das Leben nehmen möchte, stört ihn Ina dabei, da sie gerade völlig blank ist und Geld aus der Sekretariatskasse nehmen möchte. Die beiden trinken Champagner, den Walter vor den Insolvenzabwicklern retten konnte, und er erfährt von dem Bewerbungstraining. Dies weckt sein Interesse, auch teilzunehmen.
Als Enno von ihrer Mutter aus der Wohnung geworfen wird, sucht sie Zuflucht bei Ina. Die kümmert sich um die Schwangere, begleitet sie zur Frauenärztin und sucht auch Ennos Mutter auf. Diese hat allerdings kein Interesse daran, Enno zu unterstützen. Ina nimmt Enno daraufhin als Mitbewohnerin auf. Walter nimmt jetzt auch am Kurs teil und zwischen Ina und ihm entwickelt sich eine gewisse Anziehung. Enno bekommt dies mit und versucht zu vermitteln, organisiert auch eine geheime Geburtstagsfeier für Ina und bittet Walter, sich um Inas Schulden zu kümmern. Doch Ina ist darüber sehr verärgert, obendrein bekommt Enno noch eine Stelle in einem Callcenter, auf die sich beide beworben hatten. Nach einem Streit geht Enno in einen Club und trinkt Alkohol. Völlig verheult ruft sie noch in der Nacht Ina an, welche sich kümmert und sie zur Frauenärztin bringt.
Am Ende des Kurses gibt es ein paar erfolgreich vermittelte Teilnehmer. Dies liegt vor allem an Inas Engagement, sodass ihr der Kursleiter vorschlägt, doch eine Ausbildung zum Coach für Bewerbungstrainings zu absolvieren. Der Kursleiter selbst macht mit einer anderen Teilnehmerin eine Tanzschule auf und Walter erfüllt sich den Traum, Tennislehrer zu werden. Ein Jahr später zieht Ina gemeinsam mit Enno und dem Baby in eine Wohnung. Walter und andere Kursteilnehmer helfen ihnen dabei.

## Produktion
Der Film wurde vom 17. Juni bis zum 16. Juli 2014 in Berlin gedreht. Er wurde erstmals am 7. Mai 2015 im ZDF ausgestrahlt.

## Rezeption

### Kritiken
Das Lexikon des internationalen Films urteilt: „Amüsante (Fernseh-)Komödie über die Unbilden des Lebens jenseits der Midlife-Krise.“
Rainer Tittelbach gibt dem Film auf tittelbach.tv insgesamt 4,5 von 6 möglichen Punkten: „Regisseur Florian Froschmayer & Drehbuchautorin Birgit Maiwald gelingt ein Feelgood-Film mit starker realistischer Grundierung. Sie verzichten auf die gängige Eine-Frau-kämpft-sich-hoch-Dramaturgie, dafür rücken drei starke Charaktere in den Fokus. Und was Sawatzki & Zirner da so alles an Zwischentönen spielen, ist noch mal eine Sache für sich.“

### Einschaltquoten
Die Erstausstrahlung von Es kommt noch besser am 7. Mai 2015 im ZDF sahen 5,19 Millionen Zuschauer. Dies entsprach einem Marktanteil von 17,3 %.